# Корпоративная облигация

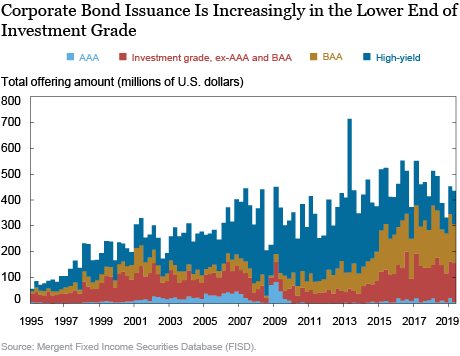
Выпуск корпоративных облигаций по кредитному рейтингу, 1995—2019 гг.

Корпорати́вная облига́ция — облигация, выпускаемая корпорациями (юридическими лицами) для финансирования своей деятельности. Как правило, корпоративная облигация является долгосрочным долговым инструментом со сроком погашения более года.
Форма: Документарная ценная бумага на предъявителя, либо бездокументарная ценная бумага.

## Классификация корпоративных облигаций
1) В зависимости от способа обеспечения:
Обеспеченные КО — обеспечены залогом какого-либо движимого или недвижимого имущества предприятия. В случае неуплаты долга или % по нему происходит реализация залога, выручка от которой идет на удовлетворение претензий держателя облигации;
Необеспеченные КО — представляют собой общее право требования и не имеют специального обеспечения. При отказе производить выплаты по облигациям никакое конкретное имущество не может быть арестовано, то есть кредиторы не имеют какой-либо дополнительной защиты. Выпуск необеспеченных облигаций могут позволить себе крупнейшие корпорации, платежеспособность которых не вызывает сомнений.
2) С точки зрения сохранения срока действия облигации:
С неизменным сроком;
С изменяющимся сроком — с сокращенным сроком займа, м.б. отозваны досрочно
3) По условиям погашения займа:
Все облигации одного займа погашаются в одно время;
Эмитент выпускает облигации в несколько серий и каждая серия имеет свою дату погашения.
4) С точки зрения стабильности приносимого дохода:
С твёрдым % доходом — доход остается неизменным в течение всего срока облигации;
С плавающим доходом — % ставка прикрепляется к % ставке по ГКО.
5) С точки зрения полноты прав, предоставляемых их владельцам:
Конвертируемые облигации — облигация, которая дает инвестору право выбора: рассматривать данную ценную бумагу как чистую облигацию с заложенной в её условиях доходностью или по достижении оговоренного срока конвертировать её в определенное число (обыкновенных) акций;
Облигации с ордером — дают право на покупку новых облигаций или акций по фиксированной цене.

## История
Первые корпоративные облигации, очевидно, выпустили на Амстердамской фондовой бирже Объединённая Ост-Индская компания, основанная в марте 1602 года, и Голландская Вест-Индская компания, созданная в июне 1621 года. Выпуск корпоративных облигаций на Берлинской фондовой бирже начиналось примерно в 1850 году, на Франкфуртской фондовой бирже — в 1866 году. В США привлечение капитала посредством корпоративных облигаций, несмотря на довольно раннее признание их в 1855 году оборотными инструментами (англ. negotiable instruments), играло вначале подчинённую роль, по сравнению с акциями. В основном в США этот финансовый инструмент использовали шахты, а также компании, занимающиеся строительством железных дорог и каналов. Рост потребностей в капитале в Германии после 1900 года и выпуск промышленных облигаций были вызваны не только увеличением инвестиций, но и заменой внутреннего финансирования внешним, а также благоприятными процентными ставками на рынке капитала, что открыло возможности финансирования за счёт привлечения со стороны средств для увеличения производственных мощностей. Только в 1923 году рейтинговое агентство Standard & Poor’s ввело рейтинг корпоративных облигаций, рейтинг открытых корпораций последовал в 1940 году.

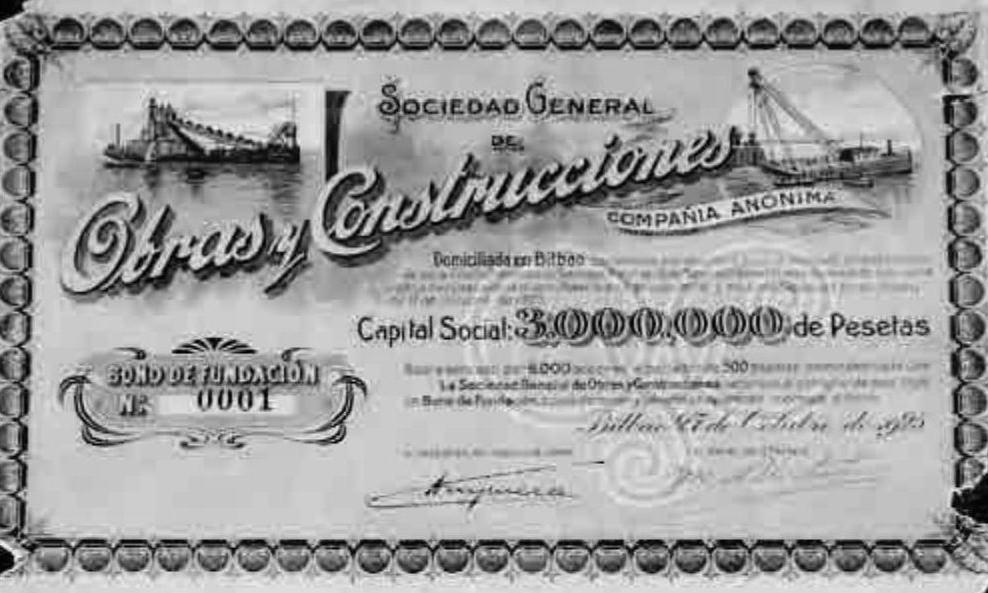
Пример корпоративной облигации 1925 года

В 1973 году размер среднего выпуска корпоративных облигаций в США составил 56 миллионов долларов.
Корпоративные облигации, выпускаемые в 1984—1986 годах и 1991—1993 годах характеризовались снижением процентной ставки. Падение процентных ставок с 1984 по 1986 год привело к тому, что корпорации выпустили на рынок большое количество облигаций, которые не конвертировались. В 1986 году состоялся выпуск новых корпоративных облигаций на сумму в 142,6 миллиарда долларов. После 1986 года процентные ставки стали постепенно расти, новые облигации стали выпускаться медленнее. В 1993 году корпоративных бумаг было выпущено на четверть триллиона долларов. Процентные ставки существенно снизились. Промышленные и транспортные компании стали крупнейшими эмитентами, у которых было выпущено 40 % от общего объема выпуска в 1993 году. В США популярностью пользовались международные выпуски, которые назывались «Облигациями янки» (англ. Yankee bonds).

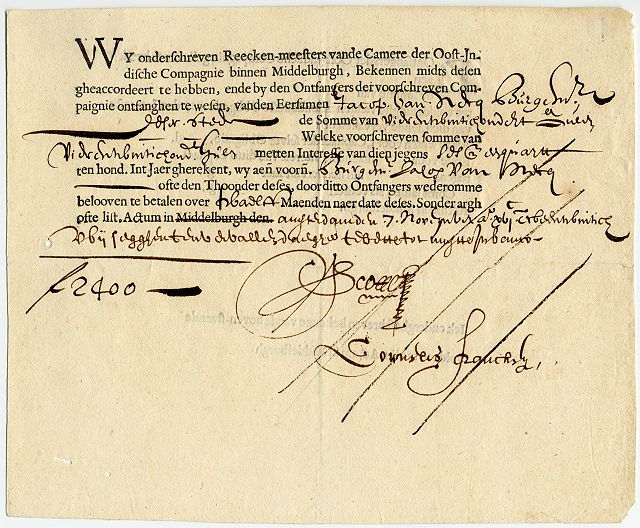
Облигация Голландской Ост-Индской компании

В 1990-х годах американский рынок стал более благоприятным для иностранных инвесторов. Новые выпуски корпоративных облигаций были разделены по рейтинговым категориям и по качеству. Согласно рейтинговым категориям Moody's Investors Service, здесь можно было наблюдать значительное снижение новых выпусков первоклассных кредитов (Ааа). До наступления 1982 года на две категории с самым высоким рейтингом приходилось свыше 50 % первоначального объема, а после наступления 1982 года — 18,8 новых выпусков облигаций.
В 1991 году средний выпуск корпоративных облигаций в США составил 203 миллиона долларов, а в 1992 году −180 миллионов долларов.
Есть корпоративные облигации, которые котируются на Нью-Йоркской фондовой бирже или Американской фондовой бирже, а есть те, которые продаются на некотируемом или внебиржевом рынке. Часть профессиональных инвесторов заявляют, что внебиржевой рынок также подходит для их нужд. Индивидуальные инвесторы склоняются к тому, что публикация котировок в газетах — хороший признак. Корпоративные облигации, не включенные в листинг, как правило не котируются, за исключением тех случаев, когда они являются новыми выпусками. Barron’s Market Week занимался публикацией листингов облигаций Нью-Йоркской и Американской фондовой бирж, публиковались таблицы цен покупателей и продавцов.
The New York Times и The Wall Street Journal публиковали таблички с данными по ценам и доходности недавно выпущенных облигаций. В таблицах бирж представлялась информация о фактических сделках, тогда как остальные списки — это котировки, по которым могли проходить сделки.
Automated Bons System, сокращенно ABS — автоматизированная система торговли облигациями. При помощи этой системы обрабатывалось большинство сделок по неконвертируемым облигациям на Нью-Йоркской фондовой бирже. В облигационном зале бирже проводятся сделки по конвертируемым облигациям. В конце 1993 года около 60 компаний числились пользователями системы с 250 терминалами Automated Bons System.
Для того, чтобы облигации были в листинге Нью-Йоркской фондовой биржи, у них должно было быть надлежащее распространение и суммарный объем выпуска. Облигации могут быть исключены из листинга, если компания заявила о своем банкротстве или объявила дефолт. В 1992 году Нью-Йоркская фондовая биржа перестала брать сборы за то, чтобы включать в листинг облигаций эмитенты акций, которые котируются на NYSE. С остальных выпусков облигаций брался сбор. С 1981 по 1984 годы осуществлялись ежегодные сборы за включение облигаций в листинг. Такие компании, как New York Telephone, Southwestern Bell Telephone и Southern Bell Telephone отказались делать такие ежегодные платежи и тогда в 1985 году биржа исключила 58 выпусков этих компаний из листинга.